# ランター
ランター（Lanthar ）はフォクトレンダーが製品化した単焦点写真レンズ、およびその構造の名称である。
1951年に3群5枚のアポ・ランター（Apo Lanthar ）が発売され、戦前ヘリアーが受けていたのと同様の高い評価を受けた。その後普及カメラに固定されるレンズにランター50mmF2.8が多用されている。

## 製品一覧

### 大判用
- アポ・ランター105mmF4.5[1]
- アポ・ランター150mmF4.5[1]
- アポ・ランター210mmF4.5[1]
- アポ・ランター300mmF4.5[1]